# Tascho Taschew (Mediziner)
Tascho Angelow Taschew (bulgarisch Ташо Ангелов Ташев; * 14. Februar 1909 in Dalbok Iswor; † 21. August 1997 in Sofia) war ein bulgarischer Mediziner.
Taschew war ab 1960 als Direktor des Ernährungswissenschaftlichen Instituts der Bulgarischen Akademie der Wissenschaften tätig. In seinen wissenschaftlichen Arbeiten befasste er sich mit der Ernährung und Erkrankungen der Verdauungsorgane.